# 柳沼寛香
柳沼 寛香（やぎぬま ひろか、1981年9月23日 - ）は、日本の女子プロレスラー。福島県郡山市出身。身長 158cm、体重 61kg。
レヴン寛香のリングネームとしての活動でも知られる。渡墨後、リングネームをHIROKAと改め、メキシコマットで活動中。メキシコではボーイッシュなスタイルのルチャドーラの需要が少ないため、ショートだった髪を伸ばし、フェミニンなスタイルでルーダとして戦っている。三沢光晴に似ていたため、一時期ニックネームを「三沢」と付けられていた事もある。
夫はCMLLで活躍するミゼットレスラー「ペケーニョ・ダミアン666」。
動物が好きで、メキシコでペットショップ「KENTA」を経営している。

## 経歴
高校卒業後、動物写真家を志望し上京、都内の専門学校に入学。
2002年9月18日、LLPW北海道礼文島・礼文町総合体育館潮騒ドーム大会でデビュー、桑田真理に勝利。リングネームの「レヴン寛香」はこのデビューの地・礼文島から取った。
2006年6月10日、アレナ・メヒコでマルセラを下し、メキシコデビューから1年3ヶ月でCMLL世界女子王座を獲得。10月13日にはレディ・アパッチェを髪切りマッチで下したものの、12月25日の再戦に敗れ王座から転落した。
2007年1月に久々に日本マットに登場し格闘美や無我ワールド・プロレスリングなどで試合をおこなう。

## 得意技
- ムエルテ・デ・クリスト

　フルネルソンに捕らえた相手の体を軽く抱え上げ、自分が尻餅をつきつつ相手の体を前に倒し、うつぶせの状態で顔面を打ち付ける。
- 大車輪
- カサドーラ